# コラック
コラック(Kolak)は、パームシュガー又はココナッツシュガーとココナッツミルク、パンダンリーフから作るインドネシアの甘いデザートである。バナナを加えたものは、コラックピサン又はバナナコラックと呼ばれる。他に、カボチャ、サツマイモ、ジャックフルーツ、プランテン、キャッサバ、ライスボール、タピオカ、サトウヤシの果実等を加えたものもある。通常は温かい状態または常温で提供されるが、冷たいものが好まれることもある。
インドネシアでは、ラマダン月のイフタールの食事として人気があり、ストリートフードとしても良く食べられる。

## 作り方
パームシュガーとココナッツミルクを混ぜた甘い液体をベースとする。塊のパームシュガーを崩して沸騰した水に溶かし、ココナッツミルクと混ぜ、香り付けにパンダンリーフを加える。追加の具材があれば、ここに加えて一緒に火を通す。薄切りにしたバナナ、角切りのサツマイモ、潰して団子にしたサツマイモ、角切りのカボチャ、ジャックフルーツ、現地ではkolang-kalingとして知られるサトウヤシの果実等が具材とされることが多い。
伝統的なコラックは、調理直後に温かいままか室温にして提供される。しかし、角氷を加えて冷たくして提供することもある。

## 種類
以下は具材の入ったコラックの種類である。バナナとサツマイモ等、複数の具材を入れることも良くある。
- Kolak biji salak: サツマイモ団子を入れたコラック
- Kolak blewah: カボチャのコラック
- Kolak kolang-kaling: サトウヤシの果実のコラック
- Kolak nangka: ジャックフルーツのコラック
- Kolak pisang: バナナのコラック
- Kolak ubi: 角切りサツマイモのコラック

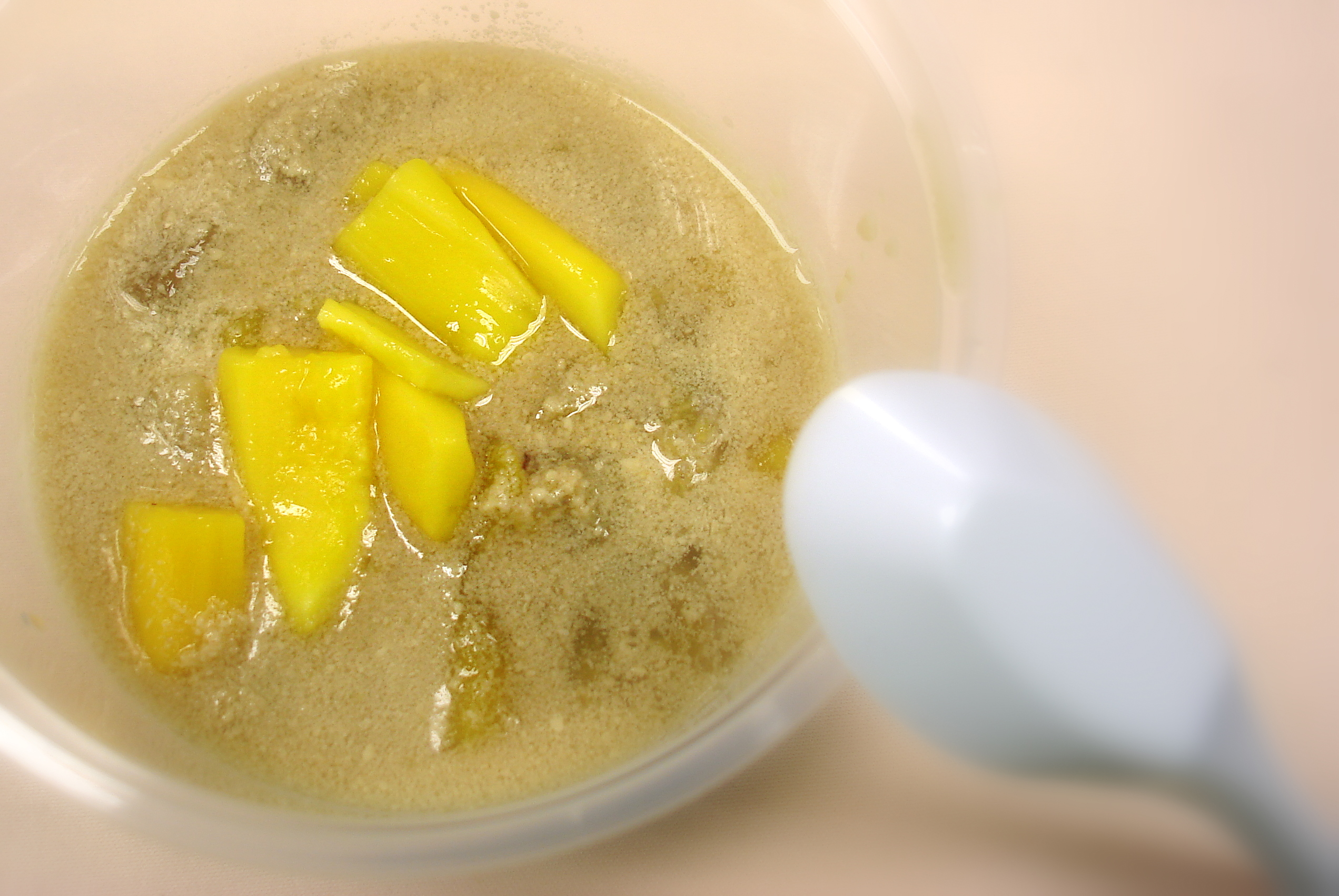
ジャックフルーツのコラック
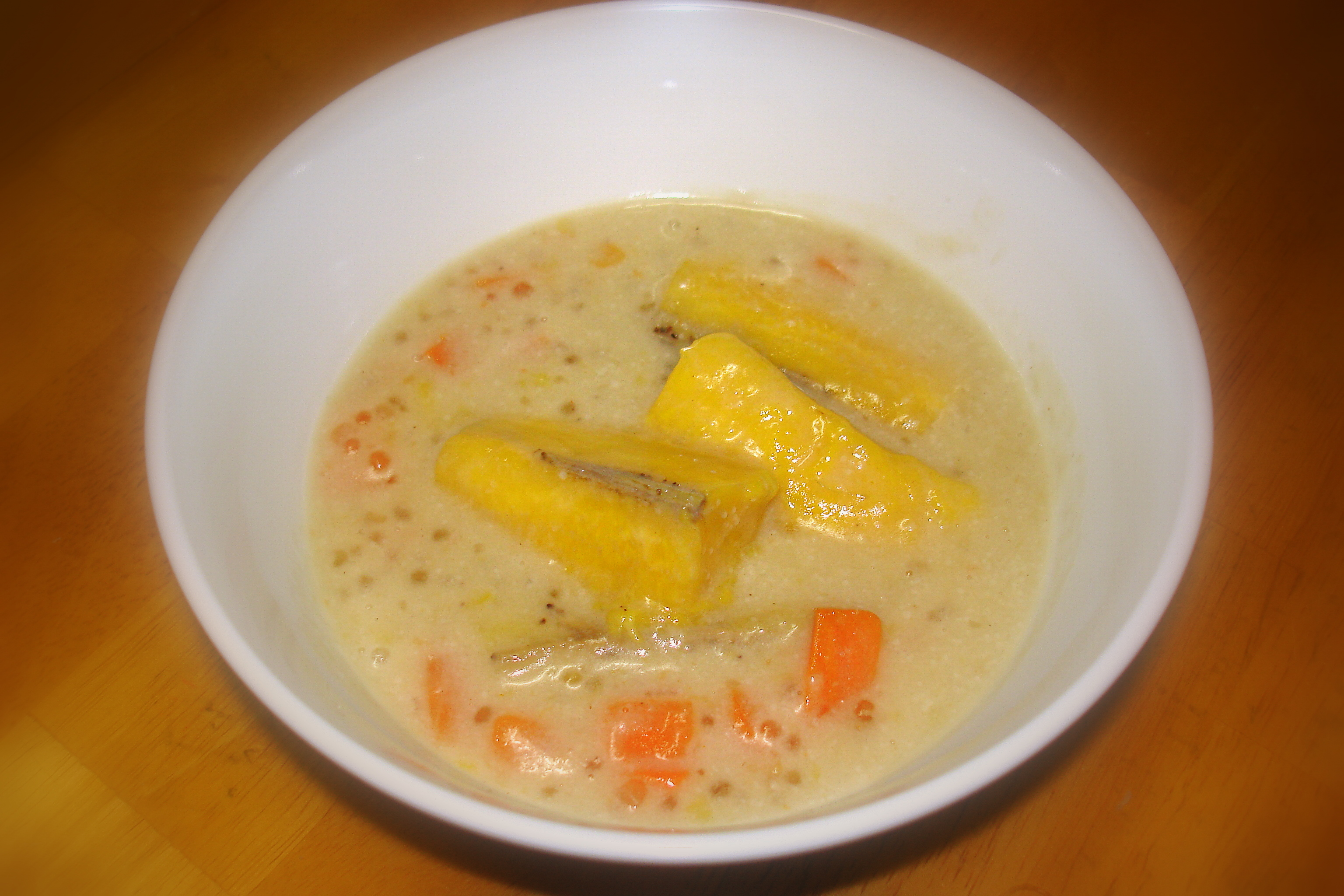
バナナのコラック
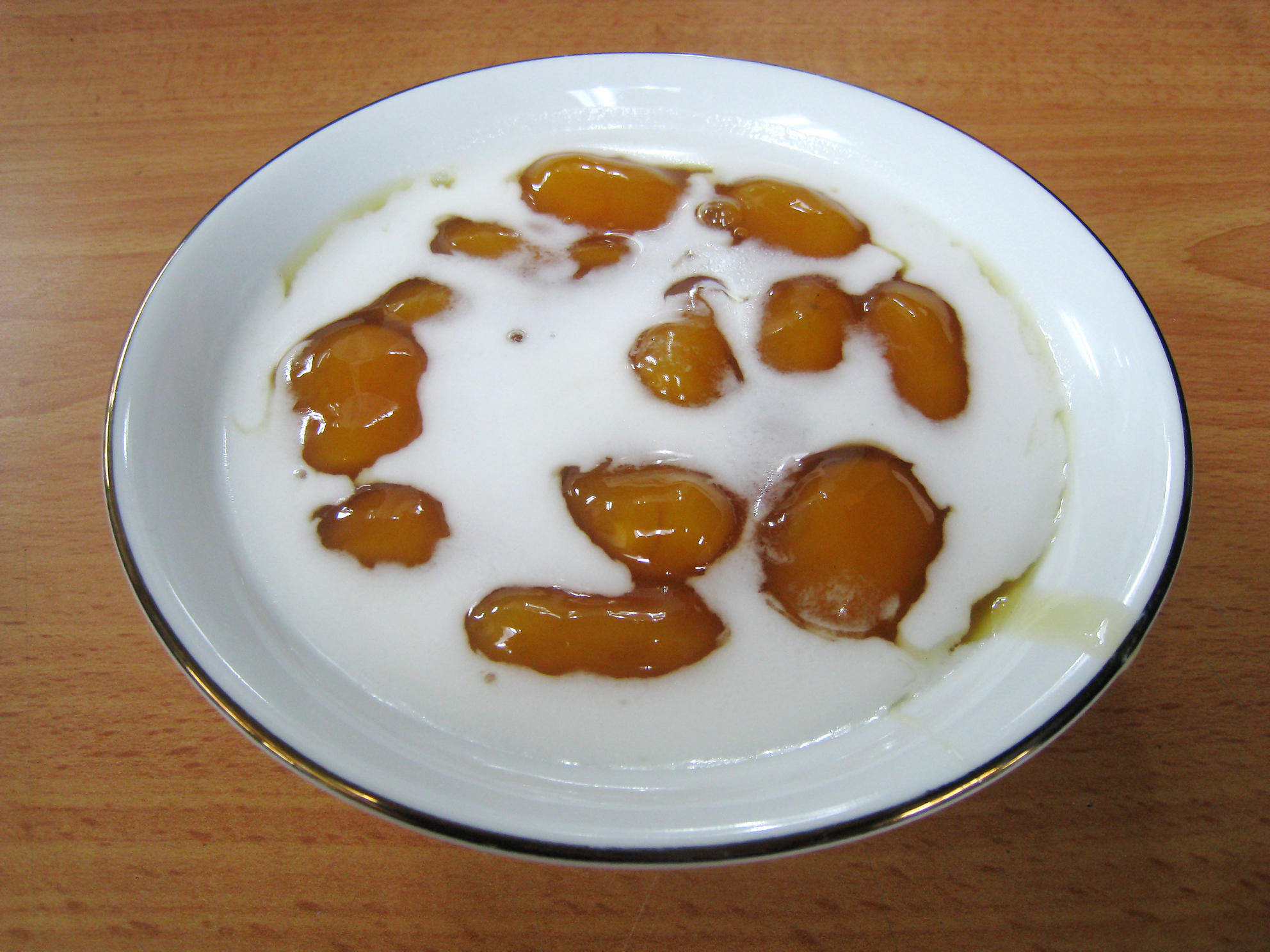
サツマイモ団子のコラック